# Liste des médaillées en natation féminine aux championnats du monde de natation
Liste des sportives médaillées en natation lors des championnats du monde de natation depuis la première édition de ces mondiaux en 1973.

## Nage libre

### 50 mètres nage libre
| Édition        | Or                  | Argent                           | Bronze                         |
| -------------- | ------------------- | -------------------------------- | ------------------------------ |
| Madrid 1986    | Tamara Costache     | Kristin Otto                     | Marie-Thérèse Armentero        |
| Perth 1991     | Zhuang Yong         | Leigh Fetter Catherine Plewinski | —                              |
| Rome 1994      | Le Jingyi           | Natalya Meshcheryakova           | Amy Van Dyken                  |
| Perth 1998     | Amy Van Dyken       | Sandra Völker                    | Shan Ying                      |
| Fukuoka 2001   | Inge de Bruijn      | Therese Alshammar                | Sandra Völker                  |
| Barcelone 2003 | Inge de Bruijn      | Alice Mills                      | Libby Lenton                   |
| Montréal 2005  | Libby Lenton        | Marleen Veldhuis                 | Zhu Yingwen                    |
| Melbourne 2007 | Libby Lenton        | Therese Alshammar                | Marleen Veldhuis               |
| Rome 2009      | Britta Steffen      | Therese Alshammar                | Cate Campbell Marleen Veldhuis |
| Shanghai 2011  | Therese Alshammar   | Ranomi Kromowidjojo              | Marleen Veldhuis               |
| Barcelone 2013 | Ranomi Kromowidjojo | Cate Campbell                    | Francesca Halsall              |
| Kazan 2015     | Bronte Campbell     | Ranomi Kromowidjojo              | Sarah Sjöström                 |
| Budapest 2017  | Sarah Sjöström      | Ranomi Kromowidjojo              | Simone Manuel                  |
| Gwangju 2019   | Simone Manuel       | Sarah Sjöström                   | Cate Campbell                  |
| Budapest 2022  | Sarah Sjöström      | Katarzyna Wasick                 | Meg Harris Erika Brown         |
| Fukuoka 2023   | Sarah Sjöström      | Shayna Jack                      | Zhang Yufei                    |
| Doha 2024      | Sarah Sjöström      | Kate Douglass                    | Katarzyna Wasick               |
| Singapour 2025 | Meg Harris          | Wu Qingfeng                      | Cheng Yujie                    |

### 100 mètres nage libre
| Édition        | Or                                       | Argent                           | Bronze                |
| -------------- | ---------------------------------------- | -------------------------------- | --------------------- |
| Belgrade 1973  | Kornelia Ender                           | Shirley Babashoff Enith Brigitha | —                     |
| Cali 1975      | Kornelia Ender                           | Shirley Babashoff                | Enith Brigitha        |
| Berlin 1978    | Barbara Krause                           | Lene Jenssen                     | Larisa Tsaryova       |
| Guayaquil 1982 | Birgit Meineke                           | Annemarie Verstappen             | Jill Sterkel          |
| Madrid 1986    | Kristin Otto                             | Jenna Johnson                    | Conny van Bentum      |
| Perth 1991     | Nicole Haislett                          | Catherine Plewinski              | Zhuang Yong           |
| Rome 1994      | Le Jingyi                                | Lu Bin                           | Franziska van Almsick |
| Perth 1998     | Jenny Thompson                           | Martina Moravcová                | Shan Ying             |
| Fukuoka 2001   | Inge de Bruijn                           | Katrin Meißner                   | Sandra Völker         |
| Barcelone 2003 | Hanna-Maria Seppälä                      | Jodie Henry                      | Jenny Thompson        |
| Montréal 2005  | Jodie Henry                              | Malia Metella Natalie Coughlin   | —                     |
| Melbourne 2007 | Libby Lenton                             | Marleen Veldhuis                 | Britta Steffen        |
| Rome 2009      | Britta Steffen                           | Francesca Halsall                | Libby Trickett        |
| Shanghai 2011  | Jeanette Ottesen Aliaksandra Herasimenia | —                                | Ranomi Kromowidjojo   |
| Barcelone 2013 | Cate Campbell                            | Sarah Sjöström                   | Ranomi Kromowidjojo   |
| Kazan 2015     | Bronte Campbell                          | Sarah Sjöström                   | Cate Campbell         |
| Budapest 2017  | Simone Manuel                            | Sarah Sjöström                   | Pernille Blume        |
| Gwangju 2019   | Simone Manuel                            | Cate Campbell                    | Sarah Sjöström        |
| Budapest 2022  | Mollie O'Callaghan                       | Sarah Sjöström                   | Torri Huske           |
| Fukuoka 2023   | Mollie O'Callaghan                       | Siobhan Haughey                  | Marrit Steenbergen    |
| Doha 2024      | Marrit Steenbergen                       | Siobhan Haughey                  | Shayna Jack           |
| Singapour 2025 | Marrit Steenbergen                       | Mollie O'Callaghan               | Torri Huske           |

### 200 mètres nage libre
| Édition        | Or                    | Argent                    | Bronze                   |
| -------------- | --------------------- | ------------------------- | ------------------------ |
| Belgrade 1973  | Keena Rothhammer      | Shirley Babashoff         | Andrea Eife              |
| Cali 1975      | Shirley Babashoff     | Kornelia Ender            | Enith Brigitha           |
| Berlin 1978    | Cynthia Woodhead      | Barbara Krause            | Larisa Tsaryova          |
| Guayaquil 1982 | Annemarie Verstappen  | Birgit Meineke            | Annelies Maas            |
| Madrid 1986    | Heike Friedrich       | Manuela Stellmach         | Mary T. Meagher          |
| Perth 1991     | Hayley Lewis          | Janet Evans               | Mette Jacobsen           |
| Rome 1994      | Franziska van Almsick | Lu Bin                    | Claudia Poll             |
| Perth 1998     | Claudia Poll          | Martina Moravcová         | Julia Greville           |
| Fukuoka 2001   | Giaan Rooney          | Yang Yu                   | Camelia Potec            |
| Barcelone 2003 | Alena Popchanka       | Martina Moravcová         | Yang Yu                  |
| Montréal 2005  | Solenne Figuès        | Federica Pellegrini       | Yang Yu Josefin Lillhage |
| Melbourne 2007 | Laure Manaudou        | Annika Lurz               | Federica Pellegrini      |
| Rome 2009      | Federica Pellegrini   | Allison Schmitt           | Dana Vollmer             |
| Shanghai 2011  | Federica Pellegrini   | Kylie Palmer              | Camille Muffat           |
| Barcelone 2013 | Missy Franklin        | Federica Pellegrini       | Camille Muffat           |
| Kazan 2015     | Katie Ledecky         | Federica Pellegrini       | Missy Franklin           |
| Budapest 2017  | Federica Pellegrini   | Katie Ledecky Emma McKeon |                          |
| Gwangju 2019   | Federica Pellegrini   | Ariarne Titmus            | Sarah Sjöström           |
| Budapest 2022  | Yang Junxuan          | Mollie O'Callaghan        | Tang Muhan               |
| Fukuoka 2023   | Mollie O'Callaghan    | Ariarne Titmus            | Summer McIntosh          |
| Doha 2024      | Siobhan Haughey       | Erika Fairweather         | Brianna Throssell        |
| Singapour 2025 | Mollie O'Callaghan    | Li Bingjie                | Claire Weinstein         |

### 400 mètres nage libre
| Édition        | Or                  | Argent                | Bronze             |
| -------------- | ------------------- | --------------------- | ------------------ |
| Belgrade 1973  | Heather Greenwood   | Keena Rothhammer      | Novella Calligaris |
| Cali 1975      | Shirley Babashoff   | Jennifer Turrall      | Katherine Heddy    |
| Berlin 1978    | Tracey Wickham      | Cynthia Woodhead      | Kimberly Linehan   |
| Guayaquil 1982 | Carmela Schmidt     | Petra Schneider       | Tiffany Cohen      |
| Madrid 1986    | Heike Friedrich     | Astrid Strauß         | Sarah Hardcastle   |
| Perth 1991     | Janet Evans         | Hayley Lewis          | Suzu Chiba         |
| Rome 1994      | Yang Aihua          | Cristina Teuscher     | Claudia Poll       |
| Perth 1998     | Chen Yan            | Brooke Bennett        | Dagmar Hase        |
| Fukuoka 2001   | Yana Klochkova      | Claudia Poll          | Hannah Stockbauer  |
| Barcelone 2003 | Hannah Stockbauer   | Éva Risztov           | Diana Munz         |
| Montréal 2005  | Laure Manaudou      | Ai Shibata            | Caitlin McClatchey |
| Melbourne 2007 | Laure Manaudou      | Otylia Jędrzejczak    | Ai Shibata         |
| Rome 2009      | Federica Pellegrini | Joanne Jackson        | Rebecca Adlington  |
| Shanghai 2011  | Federica Pellegrini | Rebecca Adlington     | Camille Muffat     |
| Barcelone 2013 | Katie Ledecky       | Melanie Costa Schmid  | Lauren Boyle       |
| Kazan 2015     | Katie Ledecky       | Sharon van Rouwendaal | Jessica Ashwood    |
| Budapest 2017  | Katie Ledecky       | Leah Smith            | Li Bingjie         |
| Gwangju 2019   | Ariarne Titmus      | Katie Ledecky         | Leah Smith         |
| Budapest 2022  | Katie Ledecky       | Summer McIntosh       | Leah Smith         |
| Fukuoka 2023   | Ariarne Titmus      | Katie Ledecky         | Erika Fairweather  |
| Doha 2024      | Erika Fairweather   | Li Bingjie            | Isabel Gose        |
| Singapour 2025 | Summer McIntosh     | Li Bingjie            | Katie Ledecky      |

### 800 mètres nage libre
| Édition        | Or                 | Argent              | Bronze            |
| -------------- | ------------------ | ------------------- | ----------------- |
| Belgrade 1973  | Novella Calligaris | Jo Harshbarger      | Gudrun Wegner     |
| Cali 1975      | Jennifer Turrall   | Heather Greenwood   | Shirley Babashoff |
| Berlin 1978    | Tracey Wickham     | Cynthia Woodhead    | Kim Linehan       |
| Guayaquil 1982 | Kim Linehan        | Jacquelene Willmott | Carmela Schmidt   |
| Madrid 1986    | Astrid Strauß      | Katja Hartmann      | Deborah Babashoff |
| Perth 1991     | Janet Evans        | Grit Müller         | Jana Henke        |
| Rome 1994      | Janet Evans        | Hayley Lewis        | Brooke Bennett    |
| Perth 1998     | Brooke Bennett     | Diana Munz          | Kirsten Vlieghuis |
| Fukuoka 2001   | Hannah Stockbauer  | Diana Munz          | Kaitlin Sandeno   |
| Barcelone 2003 | Hannah Stockbauer  | Diana Munz          | Rebecca Cooke     |
| Montréal 2005  | Kate Ziegler       | Brittany Reimer     | Ai Shibata        |
| Melbourne 2007 | Kate Ziegler       | Laure Manaudou      | Hayley Peirsol    |
| Rome 2009      | Lotte Friis        | Joanne Jackson      | Alessia Filippi   |
| Shanghai 2011  | Rebecca Adlington  | Lotte Friis         | Kate Ziegler      |
| Barcelone 2013 | Katie Ledecky      | Lotte Friis         | Lauren Boyle      |
| Kazan 2015     | Katie Ledecky      | Lauren Boyle        | Jazmin Carlin     |
| Budapest 2017  | Katie Ledecky      | Li Bingjie          | Leah Smith        |
| Gwangju 2019   | Katie Ledecky      | Simona Quadarella   | Ariarne Titmus    |
| Budapest 2022  | Katie Ledecky      | Kiah Melverton      | Simona Quadarella |
| Fukuoka 2023   | Katie Ledecky      | Li Bingjie          | Ariarne Titmus    |
| Doha 2024      | Simona Quadarella  | Isabel Gose         | Erika Fairweather |
| Singapour 2025 | Katie Ledecky      | Lani Pallister      | Summer McIntosh   |

### 1 500mètres nage libre
| Édition        | Or                | Argent                 | Bronze            |
| -------------- | ----------------- | ---------------------- | ----------------- |
| Fukuoka 2001   | Hannah Stockbauer | Flavia Rigamonti       | Diana Munz        |
| Barcelone 2003 | Hannah Stockbauer | Hayley Peirsol         | Jana Henke        |
| Montréal 2005  | Kate Ziegler      | Flavia Rigamonti       | Brittany Reimer   |
| Melbourne 2007 | Kate Ziegler      | Flavia Rigamonti       | Ai Shibata        |
| Rome 2009      | Alessia Filippi   | Lotte Friis            | Camelia Potec     |
| Shanghai 2011  | Lotte Friis       | Kate Ziegler           | Li Xuanxu         |
| Barcelone 2013 | Katie Ledecky     | Lotte Friis            | Lauren Boyle      |
| Kazan 2015     | Katie Ledecky     | Lauren Boyle           | Boglárka Kapás    |
| Budapest 2017  | Katie Ledecky     | Mireia Belmonte García | Simona Quadarella |
| Gwangju 2019   | Simona Quadarella | Sarah Köhler           | Wang Jianjiahe    |
| Budapest 2022  | Katie Ledecky     | Katie Grimes           | Lani Pallister    |
| Fukuoka 2023   | Katie Ledecky     | Simona Quadarella      | Li Bingjie        |
| Doha 2024      | Simona Quadarella | Li Bingjie             | Isabel Gose       |
| Singapour 2025 | Katie Ledecky     | Simona Quadarella      | Lani Pallister    |

## Dos

### 50 mètres dos
| Édition        | Or                 | Argent                  | Bronze                  |
| -------------- | ------------------ | ----------------------- | ----------------------- |
| Fukuoka 2001   | Haley Cope         | Antje Buschschulte      | Natalie Coughlin        |
| Barcelone 2003 | Nina Zhivanevskaya | Ilona Hlavackova        | Noriko Inada            |
| Montréal 2005  | Giaan Rooney       | Gao Chang               | Antje Buschschulte      |
| Melbourne 2007 | Leila Vaziri       | Aliaksandra Herasimenia | Tayliah Zimmer          |
| Rome 2009      | Zhao Jing          | Daniela Samulski        | Gao Chang               |
| Shanghai 2011  | Anastasia Zueva    | Aya Terakawa            | Missy Franklin          |
| Barcelone 2013 | Zhao Jing          | Fu Yuanhui              | Aya Terakawa            |
| Kazan 2015     | Fu Yuanhui         | Etiene Medeiros         | Liu Xiang               |
| Budapest 2017  | Etiene Medeiros    | Fu Yuanhui              | Aliaksandra Herasimenia |
| Gwangju 2019   | Olivia Smoliga     | Etiene Medeiros         | Daria Vaskina           |
| Budapest 2022  | Kylie Masse        | Katharine Berkoff       | Analia Pigrée           |
| Fukuoka 2023   | Kaylee McKeown     | Regan Smith             | Lauren Cox              |
| Doha 2024      | Claire Curzan      | Iona Anderson           | Ingrid Wilm             |
| Singapour 2025 | Katharine Berkoff  | Regan Smith             | Wan Letian              |

### 100 mètres dos
| Édition        | Or                  | Argent                      | Bronze             |
| -------------- | ------------------- | --------------------------- | ------------------ |
| Belgrade 1973  | Ulrike Richter      | Melissa Belote              | Gwendolyn Cook     |
| Cali 1975      | Ulrike Richter      | Birgit Treiber              | Nancy Garapick     |
| Berlin 1978    | Linda Jezek         | Birgit Treiber              | Cheryl Gibson      |
| Guayaquil 1982 | Kristin Otto        | Ina Kleber                  | Susan Walsh        |
| Madrid 1986    | Betsy Mitchell      | Kathrin Zimmermann          | Natalia Shibaeva   |
| Perth 1991     | Krisztina Egerszegi | Tünde Szabó                 | Janie Wagstaff     |
| Rome 1994      | He Cihong           | Nina Zhivanevskaya          | Barbara Bedford    |
| Perth 1998     | Lea Maurer          | Mai Nakamura                | Sandra Völker      |
| Fukuoka 2001   | Natalie Coughlin    | Diana Mocanu                | Antje Buschschulte |
| Barcelone 2003 | Antje Buschschulte  | Louise Ørnstedt Katy Sexton | —                  |
| Montréal 2005  | Kirsty Coventry     | Antje Buschschulte          | Natalie Coughlin   |
| Melbourne 2007 | Natalie Coughlin    | Laure Manaudou              | Reiko Nakamura     |
| Rome 2009      | Gemma Spofforth     | Anastasia Zueva             | Emily Seebohm      |
| Shanghai 2011  | Zhao Jing           | Anastasia Zueva             | Natalie Coughlin   |
| Barcelone 2013 | Missy Franklin      | Emily Seebohm               | Aya Terakawa       |
| Kazan 2015     | Emily Seebohm       | Madison Wilson              | Mie Nielsen        |
| Budapest 2017  | Kylie Masse         | Kathleen Baker              | Emily Seebohm      |
| Gwangju 2019   | Kylie Masse         | Minna Atherton              | Olivia Smoliga     |
| Budapest 2022  | Regan Smith         | Kylie Masse                 | Claire Curzan      |
| Fukuoka 2023   | Kaylee McKeown      | Regan Smith                 | Katharine Berkoff  |
| Doha 2024      | Claire Curzan       | Iona Anderson               | Ingrid Wilm        |
| Singapour 2025 | Kaylee McKeown      | Regan Smith                 | Katharine Berkoff  |

### 200 mètres dos
| Édition        | Or                  | Argent              | Bronze                |
| -------------- | ------------------- | ------------------- | --------------------- |
| Belgrade 1973  | Melissa Belote      | Enith Brigitha      | Andrea Gyarmati       |
| Cali 1975      | Birgit Treiber      | Nancy Garapick      | Ulrike Richter        |
| Berlin 1978    | Linda Jezek         | Birgit Treiber      | Cheryl Gibson         |
| Guayaquil 1982 | Cornelia Sirch      | Georgina Parkes     | Carmen Bunaciu        |
| Madrid 1986    | Cornelia Sirch      | Betsy Mitchell      | Kathrin Zimmermann    |
| Perth 1991     | Krisztina Egerszegi | Dagmar Hase         | Janie Wagstaff        |
| Rome 1994      | He Cihong           | Krisztina Egerszegi | Lorenza Vigarani      |
| Perth 1998     | Roxana Maracineanu  | Dagmar Hase         | Mai Nakamura          |
| Fukuoka 2001   | Diana Mocanu        | Stanislava Komarova | Joanna Fargus         |
| Barcelone 2003 | Katy Sexton         | Margaret Hoelzer    | Stanislava Komarova   |
| Montréal 2005  | Kirsty Coventry     | Margaret Hoelzer    | Reiko Nakamura        |
| Melbourne 2007 | Margaret Hoelzer    | Kirsty Coventry     | Reiko Nakamura        |
| Rome 2009      | Kirsty Coventry     | Anastasia Zueva     | Elizabeth Beisel      |
| Shanghai 2011  | Missy Franklin      | Belinda Hocking     | Sharon van Rouwendaal |
| Barcelone 2013 | Missy Franklin      | Belinda Hocking     | Hilary Caldwell       |
| Kazan 2015     | Emily Seebohm       | Missy Franklin      | Katinka Hosszú        |
| Budapest 2017  | Emily Seebohm       | Katinka Hosszú      | Kathleen Baker        |
| Gwangju 2019   | Regan Smith         | Kaylee McKeown      | Kylie Masse           |
| Budapest 2022  | Kaylee McKeown      | Phoebe Bacon        | Rhyan White           |
| Fukuoka 2023   | Kaylee McKeown      | Regan Smith         | Peng Xuwei            |
| Doha 2024      | Claire Curzan       | Jaclyn Barclay      | Anastasiya Shkurdai   |
| Singapour 2025 | Kaylee McKeown      | Regan Smith         | Claire Curzan         |

## Brasse

### 50 mètres brasse
| Édition        | Or               | Argent           | Bronze           |
| -------------- | ---------------- | ---------------- | ---------------- |
| Fukuoka 2001   | Luo Xuejuan      | Kristy Kowal     | Zoe Baker        |
| Barcelone 2003 | Luo Xuejuan      | Brooke Hanson    | Zoe Baker        |
| Montréal 2005  | Jade Edmistone   | Jessica Hardy    | Brooke Hanson    |
| Melbourne 2007 | Jessica Hardy    | Leisel Jones     | Tara Kirk        |
| Rome 2009      | Yuliya Efimova   | Rebecca Soni     | Sarah Katsoulis  |
| Shanghai 2011  | Jessica Hardy    | Yuliya Efimova   | Rebecca Soni     |
| Barcelone 2013 | Yuliya Efimova   | Rūta Meilutytė   | Jessica Hardy    |
| Kazan 2015     | Jennie Johansson | Alia Atkinson    | Yuliya Efimova   |
| Budapest 2017  | Lilly King       | Yuliya Efimova   | Katie Meili      |
| Gwangju 2019   | Lilly King       | Benedetta Pilato | Yuliya Efimova   |
| Budapest 2022  | Rūta Meilutytė   | Benedetta Pilato | Lara van Niekerk |
| Fukuoka 2023   | Rūta Meilutytė   | Lilly King       | Benedetta Pilato |
| Doha 2024      | Rūta Meilutytė   | Tang Qianting    | Benedetta Pilato |
| Singapour 2025 | Rūta Meilutytė   | Tang Qianting    | Benedetta Pilato |

### 100 mètres brasse
| Édition        | Or               | Argent                               | Bronze              |
| -------------- | ---------------- | ------------------------------------ | ------------------- |
| Belgrade 1973  | Renate Vogel     | Lyubov Rusanova                      | Brigitte Schuchardt |
| Cali 1975      | Hannelore Anke   | Wijda Mazereeuw                      | Marcia Morey        |
| Berlin 1978    | Julia Bogdanova  | Tracy Caulkins                       | Margaret Kelly      |
| Guayaquil 1982 | Ute Geweniger    | Anne Ottenbrite Kimberley Rodenbaugh | —                   |
| Madrid 1986    | Sylvia Gerasch   | Silke Hörner                         | Tanya Bogomilova    |
| Perth 1991     | Linley Frame     | Jana Dörries                         | Elena Volkova       |
| Rome 1994      | Samantha Riley   | Dai Guohong                          | Yuan Yuan           |
| Perth 1998     | Kristy Kowal     | Helen Denman                         | Lauren van Oosten   |
| Fukuoka 2001   | Luo Xuejuan      | Leisel Jones                         | Ágnes Kovács        |
| Barcelone 2003 | Luo Xuejuan      | Amanda Beard                         | Leisel Jones        |
| Montréal 2005  | Leisel Jones     | Jessica Hardy                        | Tara Kirk           |
| Melbourne 2007 | Leisel Jones     | Tara Kirk                            | Anna Khlistunova    |
| Rome 2009      | Rebecca Soni     | Yuliya Efimova                       | Kasey Carlson       |
| Shanghai 2011  | Rebecca Soni     | Leisel Jones                         | Ji Liping           |
| Barcelone 2013 | Rūta Meilutytė   | Yuliya Efimova                       | Jessica Hardy       |
| Kazan 2015     | Yuliya Efimova   | Rūta Meilutytė                       | Alia Atkinson       |
| Budapest 2017  | Lilly King       | Katie Meili                          | Yuliya Efimova      |
| Gwangju 2019   | Lilly King       | Yuliya Efimova                       | Martina Carraro     |
| Budapest 2022  | Benedetta Pilato | Anna Elendt                          | Rūta Meilutytė      |
| Fukuoka 2023   | Rūta Meilutytė   | Tatjana Schoenmaker                  | Lydia Jacoby        |
| Doha 2024      | Tang Qianting    | Tes Schouten                         | Siobhan Haughey     |
| Singapour 2025 | Anna Elendt      | Kate Douglass                        | Tang Qianting       |

### 200 mètres brasse
| Édition        | Or                  | Argent                        | Bronze                                         |
| -------------- | ------------------- | ----------------------------- | ---------------------------------------------- |
| Belgrade 1973  | Renate Vogel        | Hannelore Anke                | Lynn Colella                                   |
| Cali 1975      | Hannelore Anke      | Wijda Mazereeuw               | Karla Linke                                    |
| Berlin 1978    | Lina Kachushite     | Julia Bogdanova               | Susanne Nielsson                               |
| Guayaquil 1982 | Svetlana Varganova  | Ute Geweniger                 | Anne Ottenbrite                                |
| Madrid 1986    | Silke Hörner        | Tania Bogomilova              | Allison Higson                                 |
| Perth 1991     | Elena Volkova       | Linley Frame                  | Jana Dörries                                   |
| Rome 1994      | Samantha Riley      | Yuan Yuan                     | Brigitte Becue                                 |
| Perth 1998     | Ágnes Kovács        | Kristy Kowal                  | Jenna Street                                   |
| Fukuoka 2001   | Ágnes Kovács        | Qi Hui                        | Luo Xuejuan                                    |
| Barcelone 2003 | Amanda Beard        | Leisel Jones                  | Qi Hui                                         |
| Montréal 2005  | Leisel Jones        | Anne Poleska                  | Mirna Jukić                                    |
| Melbourne 2007 | Leisel Jones        | Kirsty Balfour Megan Jendrick | —                                              |
| Rome 2009      | Nadja Higl          | Annamay Pierse                | Mirna Jukić                                    |
| Shanghai 2011  | Rebecca Soni        | Yuliya Efimova                | Martha McCabe                                  |
| Barcelone 2013 | Yuliya Efimova      | Rikke Møller Pedersen         | Micah Lawrence                                 |
| Kazan 2015     | Kanako Watanabe     | Micah Lawrence                | Jessica Vall Rikke Moller Pedersen Shi Jinglin |
| Budapest 2017  | Yuliya Efimova      | Bethany Galat                 | Shi Jinglin                                    |
| Gwangju 2019   | Yuliya Efimova      | Tatjana Schoenmaker           | Sydney Pickrem                                 |
| Budapest 2022  | Lilly King          | Jenna Strauch                 | Kate Douglass                                  |
| Fukuoka 2023   | Tatjana Schoenmaker | Kate Douglass                 | Tes Schouten                                   |
| Doha 2024      | Tes Schouten        | Kate Douglass                 | Sydney Pickrem                                 |
| Doha 2025      | Kate Douglass       | Evgeniia Chikunova            | Kaylene Corbett Alina Zmushka                  |

## Papillon

### 50 mètres papillon
| Édition        | Or                    | Argent                | Bronze                |
| -------------- | --------------------- | --------------------- | --------------------- |
| Fukuoka 2001   | Inge de Bruijn        | Therese Alshammar     | Anna-Karin Kammerling |
| Barcelone 2003 | Inge de Bruijn        | Jenny Thompson        | Anna-Karin Kammerling |
| Montréal 2005  | Danni Miatke          | Anna-Karin Kammerling | Therese Alshammar     |
| Melbourne 2007 | Therese Alshammar     | Danni Miatke          | Inge Dekker           |
| Rome 2009      | Marieke Guehrer       | Zhou Yafei            | Ingvild Snildal       |
| Shanghai 2011  | Inge Dekker           | Therese Alshammar     | Mélanie Henique       |
| Barcelone 2013 | Jeanette Ottesen Gray | Lu Ying               | Ranomi Kromowidjojo   |
| Kazan 2015     | Sarah Sjöström        | Jeanette Ottesen Gray | Lu Ying               |
| Budapest 2017  | Sarah Sjöström        | Ranomi Kromowidjojo   | Farida Osman          |
| Gwangju 2019   | Sarah Sjöström        | Ranomi Kromowidjojo   | Farida Osman          |
| Budapest 2022  | Sarah Sjöström        | Mélanie Henique       | Zhang Yufei           |
| Fukuoka 2023   | Sarah Sjöström        | Zhang Yufei           | Gretchen Walsh        |
| Doha 2024      | Sarah Sjöström        | Mélanie Henique       | Farida Osman          |
| Singapour 2025 | Gretchen Walsh        | Alexandria Perkins    | Roos Vanotterdijk     |

### 100 mètres papillon
| Édition        | Or                | Argent                | Bronze              |
| -------------- | ----------------- | --------------------- | ------------------- |
| Belgrade 1973  | Kornelia Ender    | Rosemarie Kother      | Mayumi Aoki         |
| Cali 1975      | Kornelia Ender    | Rosemarie Kother      | Camille Wright      |
| Berlin 1978    | Joan Pennington   | Andrea Pollack        | Gwendolyn Quirk     |
| Guayaquil 1982 | Mary T. Meagher   | Ines Geißler          | Melanie Buddemeyer  |
| Madrid 1986    | Kornelia Gressler | Kristin Otto          | Mary T. Meagher     |
| Perth 1991     | Qian Hong         | Wang Xiaohong         | Catherine Plewinski |
| Rome 1994      | Liu Limin         | Qu Yun                | Susan O'Neill       |
| Perth 1998     | Jenny Thompson    | Ayari Aoyama          | Petria Thomas       |
| Fukuoka 2001   | Petria Thomas     | Otylia Jędrzejczak    | Junko Onishi        |
| Barcelone 2003 | Jenny Thompson    | Otylia Jędrzejczak    | Martina Moravcová   |
| Montréal 2005  | Jessicah Schipper | Libby Lenton          | Otylia Jędrzejczak  |
| Melbourne 2007 | Libby Lenton      | Jessicah Schipper     | Natalie Coughlin    |
| Rome 2009      | Sarah Sjöström    | Jessicah Schipper     | Jiao Liuyang        |
| Shanghai 2011  | Dana Vollmer      | Alicia Coutts         | Lu Ying             |
| Barcelone 2013 | Sarah Sjöström    | Alicia Coutts         | Dana Vollmer        |
| Kazan 2015     | Sarah Sjöström    | Jeanette Ottesen Gray | Lu Ying             |
| Budapest 2017  | Sarah Sjöström    | Emma McKeon           | Kelsi Worrell       |
| Gwangju 2019   | Margaret MacNeil  | Sarah Sjöström        | Emma McKeon         |
| Budapest 2022  | Torri Huske       | Marie Wattel          | Zhang Yufei         |
| Fukuoka 2023   | Zhang Yufei       | Margaret MacNeil      | Torri Huske         |
| Doha 2024      | Angelina Kohler   | Claire Curzan         | Louise Hansson      |
| Singapour 2025 | Gretchen Walsh    | Roos Vanotterdijk     | Alexandria Perkins  |

### 200 mètres papillon
| Édition        | Or                     | Argent                 | Bronze             |
| -------------- | ---------------------- | ---------------------- | ------------------ |
| Belgrade 1973  | Rosemarie Kother       | Roswitha Beier         | Lynn Colella       |
| Cali 1975      | Rosemarie Kother       | Valerie Lee            | Gabrielle Wuschek  |
| Berlin 1978    | Tracy Caulkins         | Nancy Hogshead         | Andrea Pollack     |
| Guayaquil 1982 | Ines Geißler           | Mary T. Meagher        | Heike Dähne        |
| Madrid 1986    | Mary T. Meagher        | Kornelia Gressler      | Birte Weigang      |
| Perth 1991     | Summer Sanders         | Rie Shito              | Hayley Lewis       |
| Rome 1994      | Liu Limin              | Qu Yun                 | Susan O'Neill      |
| Perth 1998     | Susan O'Neill          | Petria Thomas          | Misty Hyman        |
| Fukuoka 2001   | Petria Thomas          | Annika Mehlhorn        | Kaitlin Sandeno    |
| Barcelone 2003 | Otylia Jędrzejczak     | Éva Risztov            | Yuko Nakanishi     |
| Montréal 2005  | Otylia Jędrzejczak     | Jessicah Schipper      | Yuko Nakanishi     |
| Melbourne 2007 | Jessicah Schipper      | Kimberly Vandenberg    | Otylia Jędrzejczak |
| Rome 2009      | Jessicah Schipper      | Liu Zige               | Katinka Hosszú     |
| Shanghai 2011  | Jiao Liuyang           | Ellen Gandy            | Liu Zige           |
| Barcelone 2013 | Liu Zige               | Mireia Belmonte García | Katinka Hosszú     |
| Kazan 2015     | Natsumi Hoshi          | Cammile Adams          | Zhang Yufei        |
| Budapest 2017  | Mireia Belmonte García | Franziska Hentke       | Katinka Hosszú     |
| Gwangju 2019   | Boglárka Kapás         | Hali Flickinger        | Katie Drabot       |
| Budapest 2022  | Summer McIntosh        | Hali Flickinger        | Zhang Yufei        |
| Fukuoka 2023   | Summer McIntosh        | Elizabeth Dekkers      | Regan Smith        |
| Doha 2024      | Laura Stephens         | Helena Rosendahl Bach  | Lana Pudar         |
| Singapour 2025 | Summer McIntosh        | Regan Smith            | Elizabeth Dekkers  |

## Quatre nages

### 200 mètres quatre nages
| Édition        | Or              | Argent            | Bronze                 |
| -------------- | --------------- | ----------------- | ---------------------- |
| Belgrade 1973  | Andrea Hübner   | Kornelia Ender    | Katherine Heddy        |
| Cali 1975      | Katherine Heddy | Ulrike Tauber     | Angela Franke          |
| Berlin 1978    | Tracy Caulkins  | Joan Pennington   | Ulrike Tauber          |
| Guayaquil 1982 | Petra Schneider | Ute Geweniger     | Tracy Caulkins         |
| Madrid 1986    | Kristin Otto    | Elena Dendeberova | Kathleen Nord          |
| Perth 1991     | Lin Li          | Summer Sanders    | Daniela Hunger         |
| Rome 1994      | Lu Bin          | Allison Wagner    | Elli Overton           |
| Perth 1998     | Wu Yanyan       | Chen Yan          | Martina Moravcová      |
| Fukuoka 2001   | Martha Bowen    | Yana Klochkova    | Qi Hui                 |
| Barcelone 2003 | Yana Klochkova  | Alice Mills       | Zhou Yafei             |
| Montréal 2005  | Katie Hoff      | Kirsty Coventry   | Lara Carroll           |
| Melbourne 2007 | Katie Hoff      | Kirsty Coventry   | Stephanie Rice         |
| Rome 2009      | Ariana Kukors   | Stephanie Rice    | Katinka Hosszú         |
| Shanghai 2011  | Ye Shiwen       | Alicia Coutts     | Ariana Kukors          |
| Barcelone 2013 | Katinka Hosszú  | Alicia Coutts     | Mireia Belmonte García |
| Kazan 2015     | Katinka Hosszú  | Kanako Watanabe   | Siobhan-Marie O'Connor |
| Budapest 2017  | Katinka Hosszú  | Yui Ohashi        | Madisyn Cox            |
| Gwangju 2019   | Katinka Hosszú  | Ye Shiwen         | Sydney Pickrem         |
| Budapest 2022  | Alexandra Walsh | Kaylee McKeown    | Leah Hayes             |
| Fukuoka 2023   | Kate Douglass   | Alexandra Walsh   | Yu Yiting              |
| Doha 2024      | Kate Douglass   | Sydney Pickrem    | Yu Yiting              |
| Singapour 2025 | Summer McIntosh | Alexandra Walsh   | Mary-Sophie Harvey     |

### 400 mètres quatre nages
| Édition        | Or               | Argent                     | Bronze             |
| -------------- | ---------------- | -------------------------- | ------------------ |
| Belgrade 1973  | Gudrun Wegner    | Angela Franke              | Novella Calligaris |
| Cali 1975      | Ulrike Tauber    | Karla Linke                | Katherine Heddy    |
| Berlin 1978    | Tracy Caulkins   | Ulrike Tauber              | Petra Schneider    |
| Guayaquil 1982 | Petra Schneider  | Kathleen Nord              | Tracy Caulkins     |
| Madrid 1986    | Kathleen Nord    | Michele Griglione          | Noemi Lung         |
| Perth 1991     | Lin Li           | Hayley Lewis               | Summer Sanders     |
| Rome 1994      | Dai Guohong      | Allison Wagner             | Kristine Quance    |
| Perth 1998     | Chen Yan         | Yana Klochkova             | Yasuko Tajima      |
| Fukuoka 2001   | Yana Klochkova   | Martha Bowen               | Beatrice Câșlaru   |
| Barcelone 2003 | Yana Klochkova   | Éva Risztov                | Beatrice Câșlaru   |
| Montréal 2005  | Katie Hoff       | Kirsty Coventry            | Kaitlin Sandeno    |
| Melbourne 2007 | Katie Hoff       | Yana Martynova             | Stephanie Rice     |
| Rome 2009      | Katinka Hosszú   | Kirsty Coventry            | Stephanie Rice     |
| Shanghai 2011  | Elizabeth Beisel | Hannah Miley               | Stephanie Rice     |
| Barcelone 2013 | Katinka Hosszú   | Mireia Belmonte García     | Elizabeth Beisel   |
| Kazan 2015     | Katinka Hosszú   | Maya DiRado                | Emily Overholt     |
| Budapest 2017  | Katinka Hosszú   | Mireia Belmonte García     | Sydney Pickrem     |
| Gwangju 2019   | Katinka Hosszú   | Ye Shiwen                  | Yui Ohashi         |
| Budapest 2022  | Summer McIntosh  | Katie Grimes               | Emma Weyant        |
| Fukuoka 2023   | Summer McIntosh  | Katie Grimes               | Jenna Forrester    |
| Doha 2024      | Freya Colbert    | Anastasia Gorbenko         | Sara Franceschi    |
| Singapour 2025 | Summer McIntosh  | Jenna Forrester Mio Narita | —                  |

## Relais

### Relais 4 × 100 mètres nage libre
| Édition        | Or                                                                               | Argent | Bronze                                                                               |
| -------------- | -------------------------------------------------------------------------------- | --- | ------------------------------------------------------------------------------------ |
| Belgrade 1973  | Allemagne de l'Est Kornelia Ender Andrea Eife Andrea Hübner Sylvia Eichner       | États-Unis Kimberley Peyton Katherine Heddy Heather Greenwood Shirley Babashoff                                                                  | Allemagne de l'Ouest Jutta Weber Heidemarie Reineck Gudrun Beckmann Angela Steinbach |
| Cali 1975      | Allemagne de l'Est Kornelia Ender Barbara Krause Claudia Hempel Ute Brückner     | États-Unis Katherine Heddy Karen Reeser Kelly Rowell Shirley Babashoff                                                                           | Canada Gail Amundrud Anne Jardin Becky Smith Jill Quirk                              |
| Berlin 1978    | États-Unis Tracy Caulkins Stephanie Elkins Jill Sterkel Cynthia Woodhead         | Allemagne de l'Est Heike Witt Caren Metschuck Barbara Krause Petra Priemer                                                                       | Canada Gail Amundrud Nancy Garapick Susan Sloan Gwendolyn Quirk                      |
| Guayaquil 1982 | Allemagne de l'Est Birgit Meineke Suzanne Link Kristin Otto Caren Metschuck      | États-Unis Susan Habernigg Kathleen Treible Elisabeth Washut Jill Sterkel                                                                        | Pays-Bas Annemarie Verstappen Annelies Maas Wilma van Velsen Conny van Bentum        |
| Madrid 1986    | Allemagne de l'Est Kristin Otto Manuela Stellmach Sabina Schulze Heike Friedrich | États-Unis Jenna Johnson Dara Torres Mary T. Meagher Betsy Mitchell                                                                              | Pays-Bas Conny van Bentum Laura Leideritz Karin Brienesse Annemarie Verstappen       |
| Perth 1991     | États-Unis Nicole Haislett Julie Cooper Whitney Hedgepeth Jenny Thompson         | Allemagne Simone Osygus Kerstin Kielgass Karin Seick Manuela Stellmach                                                                           | Pays-Bas Marianne Muis Inge de Bruijn Mildred Muis Karin Brienesse                   |
| Rome 1994      | Chine Le Jingyi Shan Ying Le Ying Lu Bin                                         | États-Unis Angel Myers Martino Amy Van Dyken Nicole Haislett Jenny Thompson                                                                      | Allemagne Franziska van Almsick Katrin Meißner Kerstin Kielgass Daniela Hunger       |
| Perth 1998     | États-Unis Lindsey Farella Amy Van Dyken Barbara Bedford Jenny Thompson          | Allemagne Sandra Völker Simone Osygus Franziska van Almsick Katrin Meißner                                                                       | Australie Sarah Ryan Rebecca Creedy Susie O'Neill Angela Kennedy                     |
| Fukuoka 2001   | Allemagne Petra Dallmann Antje Buschschulte Katrin Meißner Sandra Völker         | États-Unis Colleen Lanne Erin Phenix Maritza Correia Courtney Shealy Royaume-Uni Alison Sheppard Melanie Marshall Rosalind Brett Karen Pickering | —                                                                                    |
| Barcelone 2003 | États-Unis Natalie Coughlin Lindsay Benko Rhiannon Jeffrey Jenny Thompson        | Allemagne Petra Dallmann Katrin Meißner Antje Buschschulte Sandra Völker                                                                         | Australie Lisbeth Lenton Elka Graham Jodie Henry Alice Mills                         |
| Montréal 2005  | Australie Jodie Henry Alice Mills Shayne Reese Libby Lenton                      | Allemagne Petra Dallmann Antje Buschschulte Annika Liebs Daniela Götz                                                                            | États-Unis Natalie Coughlin Kara Lynn Joyce Lacey Nymeyer Amanda Weir                |
| Melbourne 2007 | Australie Libby Lenton Melanie Schlanger Shayne Reese Jodie Henry                | États-Unis Natalie Coughlin Lacey Nymeyer Amanda Weir Kara Lynn Joyce                                                                            | Pays-Bas Inge Dekker Ranomi Kromowidjojo Femke Heemskerk Marleen Veldhuis            |
| Rome 2009      | Pays-Bas Inge Dekker Ranomi Kromowidjojo Femke Heemskerk Marleen Veldhuis        | Allemagne Britta Steffen Daniela Samulski Petra Dallmann Daniela Schreiber                                                                       | Australie Libby Trickett Marieke Guehrer Shayne Reese Felicity Galvez                |
| Shanghai 2011  | Pays-Bas Inge Dekker Ranomi Kromowidjojo Marleen Veldhuis Femke Heemskerk        | États-Unis Natalie Coughlin Missy Franklin Jessica Hardy Dana Vollmer                                                                            | Allemagne Britta Steffen Silke Lippok Lisa Vitting Daniela Schreiber                 |
| Barcelone 2013 | États-Unis Missy Franklin Natalie Coughlin Shannon Vreeland Megan Romano         | Australie Cate Campbell Bronte Campbell Emma McKeon Alicia Coutts                                                                                | Pays-Bas Elise Bouwens Femke Heemskerk Inge Dekker Ranomi Kromowidjojo               |
| Kazan 2015     | Australie Emily Seebohm Emma McKeon Bronte Campbell Cate Campbell                | Pays-Bas Ranomi Kromowidjojo Maud van der Meer Marrit Steenbergen Femke Heemskerk                                                                | États-Unis Missy Franklin Margo Geer Lia Neal Simone Manuel                          |
| Budapest 2017  | États-Unis Mallory Comerford Kelsi Worrell Katie Ledecky Simone Manuel           | Australie Shayna Jack Bronte Campbell Brittany Elmslie Emma McKeon                                                                               | Pays-Bas Kim Busch Femke Heemskerk Maud van der Meer Ranomi Kromowidjojo             |
| Gwangju 2019   | Australie Bronte Campbell Brianna Throssell Emma McKeon Cate Campbell            | États-Unis Mallory Comerford Abbey Weitzeil Kelsi Dahlia Simone Manuel                                                                           | Canada Kayla Sanchez Taylor Ruck Penny Oleksiak Margaret MacNeil                     |
| Budapest 2022  | Australie Mollie O'Callaghan Madison Wilson Meg Harris Shayna Jack               | Canada Kayla Sanchez Taylor Ruck Margaret MacNeil Penny Oleksiak                                                                                 | États-Unis Torri Huske Erika Brown Kate Douglass Claire Curzan                       |
| Fukuoka 2023   | Australie Mollie O'Callaghan Shayna Jack Meg Harris Emma McKeon                  | États-Unis Gretchen Walsh Abbey Weitzeil Olivia Smoliga Kate Douglass                                                                            | Chine Cheng Yujie Yang Junxuan Wu Qingfeng Zhang Yufei                               |
| Doha 2024      | Pays-Bas Kim Busch Janna van Kooten Kira Toussaint Marrit Steenbergen            | Australie Brianna Throssell Alexandria Perkins Abbey Harkin Shayna Jack                                                                          | Canada Rebecca Smith Sarah Fournier Katerine Savard Taylor Ruck                      |
| Singapour 2025 | Australie Mollie O'Callaghan Meg Harris Milla Jansen Olivia Wunsch               | États-Unis Simone Manuel Kate Douglass Erin Gemmell Torri Huske                                                                                  | Pays-Bas Milou van Wijk Tessa Giele Sam van Nunen Marrit Steenbergen                 |

### Relais 4 × 200 mètres nage libre
| Édition        | Or                                                                                  | Argent                                                                     | Bronze                                                                            |
| -------------- | ----------------------------------------------------------------------------------- | -------------------------------------------------------------------------- | --------------------------------------------------------------------------------- |
| Madrid 1986    | Allemagne de l'Est Manuela Stellmach Astrid Strauß Nadja Bergknecht Heike Friedrich | États-Unis Betsy Mitchell Mary T. Meagher Kimberley Brown Mary Wayte       | Pays-Bas Annemarie Verstappen Jolande van der Meer Marianne Muis Conny van Bentum |
| Perth 1991     | Allemagne Kerstin Kielgass Manuela Stellmach Dagmar Hase Stephanie Ortwig           | Pays-Bas Marianne Muis Manon Masseurs Mildred Muis Karin Brienesse         | Danemark Gitta Jensen Berit Puggaard Annette Poulsen Mette Jacobsen               |
| Rome 1994      | Chine Le Ying Yang Aihua Zhou Guanbin Lu Bin                                        | Allemagne Kerstin Kielgass Franziska van Almsick Julia Jung Dagmar Hase    | États-Unis Cristina Teuscher Jenny Thompson Janet Evans Nicole Haislett           |
| Perth 1998     | Allemagne Franziska van Almsick Dagmar Hase Silvia Szalai Kerstin Kielgass          | États-Unis Cristina Teuscher Lindsay Benko Brooke Bennett Jenny Thompson   | Australie Julia Greville Anna Windsor Susie O'Neill Petria Thomas                 |
| Fukuoka 2001   | Royaume-Uni Nicola Jackson Janine Belton Karen Legg Karen Pickering                 | Allemagne Silvia Szalai Sara Harstick Hannah Stockbauer Meike Freitag      | Japon Maki Mita Tomoko Hagiwara Tomoko Nagai Eri Yamanoi                          |
| Barcelone 2003 | États-Unis Lindsay Benko Rachel Komisarz Rhiannon Jeffrey Diana Munz                | Australie Elka Graham Linda Mackenzie Kirsten Thomson Alice Mills          | Chine Zhou Yafei Xu Yanwei Pang Jiaying Yang Yu                                   |
| Montréal 2005  | États-Unis Natalie Coughlin Katie Hoff Whitney Myers Kaitlin Sandeno                | Australie Libby Lenton Shayne Reese Bronte Barratt Linda Mackenzie         | Chine Zhu Yingwen Pang Jiaying Zhou Yafei Yang Yu                                 |
| Melbourne 2007 | États-Unis Natalie Coughlin Dana Vollmer Lacey Nymeyer Katie Hoff                   | Allemagne Meike Freitag Britta Steffen Petra Dallmann Annika Lurz          | France Alena Popchanka Sophie Huber Aurore Mongel Laure Manaudou                  |
| Rome 2009      | Chine Yang Yu Zhu Qianwei Liu Jing Pang Jiaying                                     | États-Unis Dana Vollmer Lacey Nymeyer Ariana Kukors Allison Schmitt        | Royaume-Uni Joanne Jackson Jazmin Carlin Caitlin McClatchey Rebecca Adlington     |
| Shanghai 2011  | États-Unis Missy Franklin Dagny Knutson Katie Hoff Allison Schmitt                  | Australie Bronte Barratt Blair Evans Angie Bainbridge Kylie Palmer         | Chine Chen Qian Pang Jiaying Liu Jing Tang Yi                                     |
| Barcelone 2013 | États-Unis Katie Ledecky Shannon Vreeland Karlee Bispo Missy Franklin               | Australie Bronte Barratt Kylie Palmer Brittany Elmslie Alicia Coutts       | France Camille Muffat Charlotte Bonnet Mylène Lazare Coralie Balmy                |
| Kazan 2015     | États-Unis Missy Franklin Leah Smith Katie McLaughlin Katie Ledecky                 | Italie Alice Mizzau Erica Musso Chiara Masini Luccetti Federica Pellegrini | Chine Qiu Yuhan Guo Junjun Zhang Yufei Shen Duo                                   |
| Budapest 2017  | États-Unis Leah Smith Mallory Comerford Melanie Margalis Katie Ledecky              | Chine Ai Yanhan Liu Zixuan Zhang Yuhan Li Bingjie                          | Australie Madison Wilson Emma McKeon Kotuku Ngawati Ariarne Titmus                |
| Gwangju 2019   | Australie Ariarne Titmus Madison Wilson Brianna Throssell Emma McKeon               | États-Unis Simone Manuel Katie Ledecky Melanie Margalis Katie McLaughlin   | Canada Kayla Sanchez Taylor Ruck Emily Overholt Penny Oleksiak                    |
| Budapest 2022  | États-Unis Claire Weinstein Leah Smith Katie Ledecky Bella Sims                     | Australie Madison Wilson Leah Neale Kiah Melverton Mollie O'Callaghan      | Canada Summer McIntosh Kayla Sanchez Taylor Ruck Penny Oleksiak                   |
| Fukuoka 2023   | Australie Mollie O'Callaghan Shayna Jack Brianna Throssell Ariarne Titmus           | États-Unis Erin Gemmell Katie Ledecky Bella Sims Alex Shackell             | Chine Li Bingjie Li Jiaping Ai Yanhan Liu Yaxin                                   |
| Doha 2024      | Chine Ai Yanhan Gong Zhenqi Li Bingjie Yang Peiqi                                   | Grande-Bretagne Freya Colbert Abbie Wood Lucy Hope Medi Harris             | Australie Brianna Throssell Shayna Jack Abbey Harkin Kiah Melverton               |
| Singapour 2025 | Australie Lani Pallister Jamie Perkins Brittany Castelluzzo Mollie O'Callaghan      | États-Unis Claire Weinstein Anna Peplowski Erin Gemmell Katie Ledecky      | Chine Liu Yaxin Yang Peiqi Yu Yiting Li Bingjie                                   |

### Relais 4 × 100 mètres quatre nages
| Édition        | Or                                                                                  | Argent                                                                        | Bronze                                                                                  |
| -------------- | ----------------------------------------------------------------------------------- | ----------------------------------------------------------------------------- | --------------------------------------------------------------------------------------- |
| Belgrade 1973  | Allemagne de l'Est Ulrike Richter Renate Vogel Rosemarie Kother Kornelia Ender      | États-Unis Melissa Belote Marcia Morey Deena Deardurff Shirley Babashoff      | Allemagne de l'Ouest Angelike Greiser Petra Nows Gudrun Beckmann Jutta Weber            |
| Cali 1975      | Allemagne de l'Est Ulrike Richter Hannelore Anke Rosemarie Kother Kornelia Ender    | États-Unis Linda Jezek Marcia Morey Camille Wright Shirley Babashoff          | Pays-Bas Paula Eijk Wijda Mazereeuw Jose Damen Enith Brigitha                           |
| Berlin 1978    | États-Unis Linda Jezek Tracy Caulkins Joan Pennington Cynthia Woodhead              | Allemagne de l'Est Birgit Treiber Ramona Reinke Andrea Pollack Barbara Krause | Union soviétique Yelena Kruglova Julia Bogdanova Irina Aksenova Larisa Tsaryova         |
| Guayaquil 1982 | Allemagne de l'Est Kristin Otto Ute Geweniger Ines Geißler Birgit Meineke           | États-Unis Susan Walsh Kimberley Rodenbaugh Mary T. Meagher Jill Sterkel      | Union soviétique Larisa Gortchacova Svetlana Varganova Natalia Pokas Irina Guerassimova |
| Madrid 1986    | Allemagne de l'Est Kathrin Zimmermann Sylvia Gerasch Kornelia Gressler Kristin Otto | États-Unis Betsy Mitchell Jennifer Hau Mary T. Meagher Jenna Johnson          | Pays-Bas Jolanda de Rover Petra van Staveren Conny van Bentum Annemarie Verstappen      |
| Perth 1991     | États-Unis Janie Wagstaff Tracey McFarlane Cris Ahmann Leighton Nicole Haislett     | Australie Nicole Livingstone Linley Frame Susan O'Neill Karen Van Wirdum      | Allemagne Svenja Schlicht Jana Doerries Susanne Mueller Manuela Stellmach               |
| Rome 1994      | Chine Cihong He Dai Guohong Liu Limin Le Jingyi                                     | États-Unis Lea Loveless Kristine Quance Amy Van Dyken Jenny Thompson          | Russie Nina Zhivanevskaya Olga Prokhorova Svetlana Potdeeva Natalia Meshcheryakova      |
| Perth 1998     | États-Unis Lea Maurer Kristy Kowal Jenny Thompson Amy Van Dyken                     | Australie Meredith Smith Helen Denman Petria Thomas Susan O'Neill             | Japon Mai Nakamura Masami Tanaka Ayari Aoyama Sumika Minamoto                           |
| Fukuoka 2001   | Australie Dyana Calub Leisel Jones Petria Thomas Sarah Ryan                         | États-Unis Natalie Coughlin Megan Quann Mary Descenza Erin Phenix             | Chine Shu Zhan Luo Xuejuan Yi Ruan Xu Yanwei                                            |
| Barcelone 2003 | Chine Shu Zhan Luo Xuejuan Zhou Yafei Yang Yu                                       | États-Unis Natalie Coughlin Amanda Beard Jenny Thompson Lindsay Benko         | Australie Giaan Rooney Leisel Jones Jessicah Schipper Jodie Henry                       |
| Montréal 2005  | Australie Sophie Edington Leisel Jones Jessicah Schipper Libby Lenton               | États-Unis Natalie Coughlin Jessica Hardy Rachel Komisarz Amanda Weir         | Allemagne Antje Buschschulte Sarah Poewe Annika Mehlhorn Daniela Gotz                   |
| Melbourne 2007 | Australie Emily Seebohm Leisel Jones Jessicah Schipper Libby Lenton                 | États-Unis Natalie Coughlin Tara Kirk Rachel Komisarz Lacey Nymeyer           | Chine Longzi Xutian Nan Luo Zhou Yafei Xu Yanwei                                        |
| Rome 2009      | Chine Zhao Jing Chen Huijia Jiao Liuyang Li Zhisi                                   | Australie Emily Seebohm Sarah Katsoulis Jessicah Schipper Libby Trickett      | Allemagne Daniela Samulski Sarah Poewe Annika Mehlhorn Britta Steffen                   |
| Shanghai 2011  | États-Unis Natalie Coughlin Rebecca Soni Dana Vollmer Missy Franklin                | Chine Zhao Jing Ji Liping Lu Ying Tang Yi                                     | Australie Belinda Hocking Leisel Jones Alicia Coutts Merindah Dingjan                   |
| Barcelone 2013 | États-Unis Missy Franklin Jessica Hardy Dana Vollmer Megan Romano                   | Australie Emily Seebohm Sally Foster Alicia Coutts Cate Campbell              | Russie Daria Ustinova Yuliya Efimova Svetlana Chimrova Veronika Popova                  |
| Kazan 2015     | Chine Fu Yuanhui Shi Jinglin Lu Ying Shen Duo                                       | Suède Michelle Coleman Jennie Johansson Sarah Sjöström Louise Hansson         | Australie Emily Seebohm Taylor McKeown Emma McKeon Bronte Campbell                      |
| Budapest 2017  | États-Unis Kathleen Baker Lilly King Kelsi Worrell Simone Manuel                    | Russie Anastasia Fesikova Yuliya Efimova Svetlana Chimrova Veronika Popova    | Australie Emily Seebohm Taylor McKeown Emma McKeon Bronte Campbell                      |
| Gwangju 2019   | États-Unis Regan Smith Lilly King Kelsi Dahlia Simone Manuel                        | Australie Minna Atherton Jessica Hansen Emma McKeon Cate Campbell             | Canada Kylie Masse Sydney Pickrem Margaret MacNeil Penny Oleksiak                       |
| Budapest 2022  | États-Unis Regan Smith Lilly King Torri Huske Claire Curzan                         | Australie Kaylee McKeown Jenna Strauch Brianna Throssell Mollie O'Callaghan   | Canada Kylie Masse Rachel Nicol Margaret MacNeil Penny Oleksiak                         |
| Fukuoka 2023   | États-Unis Regan Smith Lilly King Gretchen Walsh Kate Douglass                      | Australie Kaylee McKeown Abbey Harkin Emma McKeon Mollie O'Callaghan          | Canada Kylie Masse Sophie Angus Margaret MacNeil Summer McIntosh                        |
| Doha 2024      | Australie Iona Anderson Abbey Harkin Brianna Throssell Shayna Jack                  | Suède Louise Hansson Sophie Hansson Sarah Sjöström Michelle Coleman           | Canada Ingrid Wilm Sophie Angus Rebecca Smith Taylor Ruck                               |
| Singapour 2025 | États-Unis Regan Smith Kate Douglass Gretchen Walsh Torri Huske                     | Australie Kaylee McKeown Ella Ramsay Alexandria Perkins Mollie O'Callaghan    | Chine Peng Xuwei Tang Qianting Zhang Yufei Cheng Yujie                                  |

## Records de médailles
Mis à jour après les championnats du monde 2025.
| #  | Nom                 | Médaille d'or, monde | Médaille d'argent, monde | Médaille de bronze, monde | Total | Période     |
| -- | ------------------- | -------------------- | ------------------------ | ------------------------- | ----- | ----------- |
| 1  | Katie Ledecky       | 23                   | 6                        | 1                         | 30    | 2013 - 2025 |
| 2  | Sarah Sjöström      | 14                   | 8                        | 3                         | 25    | 2009 - 2024 |
| 3  | Simone Manuel       | 13                   | 5                        | 2                         | 20    | 2013 - 2025 |
| 4  | Lilly King          | 12                   | 2                        | 0                         | 14    | 2017 - 2025 |
| 5  | Mollie O'Callaghan  | 11                   | 6                        | 0                         | 17    | 2022 - 2025 |
| 6  | Missy Franklin      | 11                   | 2                        | 3                         | 16    | 2011 - 2015 |
| 7  | Katinka Hosszú      | 9                    | 1                        | 5                         | 15    | 2009 - 2019 |
| 8  | Madison Wilson      | 8                    | 7                        | 2                         | 17    | 2015 - 2023 |
| 9  | Libby Trickett      | 8                    | 3                        | 4                         | 15    | 2003 - 2009 |
| 10 | Kornelia Ender      | 8                    | 2                        | 0                         | 10    | 1973 - 1975 |
| 11 | Summer McIntosh     | 8                    | 1                        | 4                         | 13    | 2022 - 2025 |
| 12 | Natalie Coughlin    | 7                    | 7                        | 5                         | 19    | 2001 - 2013 |
| 12 | Kate Douglass       | 7                    | 7                        | 5                         | 19    | 2022 - 2025 |
| 14 | Jenny Thompson      | 7                    | 5                        | 2                         | 14    | 1991 - 2003 |
| 15 | Leisel Jones        | 7                    | 4                        | 3                         | 14    | 2001 - 2011 |
| 16 | Mallory Comerford   | 7                    | 2                        | 1                         | 10    | 2017 - 2022 |
| 17 | Kristin Otto        | 7                    | 2                        | 0                         | 9     | 1982 - 1986 |
| 18 | Claire Curzan       | 7                    | 1                        | 5                         | 13    | 2022 - 2025 |
| 19 | Katie Hoff          | 7                    | 0                        | 0                         | 7     | 2005 - 2011 |
| 20 | Brianna Throssell   | 6                    | 9                        | 3                         | 18    | 2017 - 2024 |
| 21 | Kaylee McKeown      | 6                    | 9                        | 0                         | 15    | 2017 - 2025 |
| 22 | Yuliya Efimova      | 6                    | 7                        | 4                         | 17    | 2009 - 2019 |
| 23 | Regan Smith         | 6                    | 7                        | 1                         | 14    | 2019 - 2025 |
| 24 | Federica Pellegrini | 6                    | 4                        | 1                         | 11    | 2005 - 2019 |
| 25 | Torri Huske         | 6                    | 2                        | 6                         | 14    | 2022 - 2025 |
| 26 | Meg Harris          | 6                    | 2                        | 1                         | 9     | 2022 - 2025 |
| 26 | Rūta Meilutytė      | 6                    | 2                        | 1                         | 9     | 2013 - 2025 |
| 28 | Katie Hoff          | 6                    | 0                        | 0                         | 6     | 2005 - 2007 |
| 29 | Emma McKeon         | 5                    | 11                       | 4                         | 20    | 2013 - 2023 |
| 30 | Shayna Jack         | 5                    | 8                        | 4                         | 17    | 2017 - 2024 |
| 31 | Emily Seebohm       | 5                    | 5                        | 4                         | 14    | 2007 - 2017 |
| 32 | Bronte Campbell     | 5                    | 4                        | 2                         | 11    | 2013 - 2019 |
| 33 | Jessicah Schipper   | 5                    | 4                        | 1                         | 10    | 2003 - 2009 |
| 34 | Kelsi Worrell       | 5                    | 2                        | 1                         | 8     | 2017 - 2019 |
| 35 | Tracy Caulkins      | 5                    | 1                        | 2                         | 8     | 1978 - 1982 |
| 35 | Jodie Henry         | 5                    | 1                        | 2                         | 8     | 2003 - 2007 |
| 37 | Hannah Stockbauer   | 5                    | 1                        | 1                         | 7     | 2001 - 2003 |
| 38 | Luo Xuejuan         | 5                    | 0                        | 2                         | 7     | 2001 - 2003 |
| 39 | Inge de Bruijn      | 5                    | 0                        | 1                         | 6     | 1991 - 2003 |
| 40 | Cate Campbell       | 4                    | 5                        | 3                         | 12    | 2009 - 2019 |
| 41 | Dana Vollmer        | 4                    | 4                        | 2                         | 10    | 2007 - 2013 |
| 42 | Ariarne Titmus      | 4                    | 2                        | 3                         | 9     | 2017 - 2023 |
| 43 | Olivia Smoliga      | 4                    | 2                        | 1                         | 7     | 2017 - 2023 |
| 44 | Yana Klochkova      | 4                    | 2                        | 0                         | 6     | 2001 - 2003 |
| 44 | Rosemarie Kother    | 4                    | 2                        | 0                         | 6     | 1973 - 1975 |
| 46 | Kate Ziegler        | 4                    | 1                        | 1                         | 6     | 2005 - 2011 |
| 46 | Rebecca Soni        | 4                    | 1                        | 1                         | 6     | 2009 - 2011 |
| 46 | Gretchen Walsh      | 4                    | 1                        | 1                         | 6     | 2023 - 2025 |
| 49 | Zhao Jing           | 4                    | 1                        | 0                         | 5     | 2009 - 2013 |
| 50 | Ulrike Richter      | 4                    | 0                        | 1                         | 5     | 1973 - 1975 |
| 50 | Shannon Vreeland    | 4                    | 0                        | 1                         | 5     | 2013 - 2015 |
| 52 | Heike Friedrich     | 4                    | 0                        | 0                         | 4     | 1986        |
| 52 | Le Jingyi           | 4                    | 0                        | 0                         | 4     | 1994        |
| 54 | Ranomi Kromowidjojo | 3                    | 8                        | 6                         | 17    | 2007 - 2019 |
| 55 | Antje Buschschulte  | 3                    | 5                        | 3                         | 11    | 1998 - 2005 |
| 56 | Jessica Hardy       | 3                    | 5                        | 2                         | 10    | 2007 - 2013 |
| 57 | Kirsty Coventry     | 3                    | 5                        | 0                         | 8     | 2005 - 2009 |
| 58 | Leah Smith          | 3                    | 3                        | 3                         | 9     | 2015 - 2023 |
| 59 | Simona Quadarella   | 3                    | 3                        | 2                         | 8     | 2017 - 2025 |
| 59 | Abbey Weitzeil      | 3                    | 3                        | 2                         | 8     | 2015 - 2023 |
| 61 | Marrit Steenbergen  | 3                    | 2                        | 3                         | 8     | 2015 - 2025 |
| 62 | Petria Thomas       | 3                    | 2                        | 2                         | 7     | 1998 - 2001 |
| 63 | Laure Manaudou      | 3                    | 2                        | 1                         | 6     | 2005 - 2007 |
| 63 | / Manuela Stellmach | 3                    | 2                        | 1                         | 6     | 1986 - 1991 |
| 63 | Amy Van Dyken       | 3                    | 2                        | 1                         | 6     | 1994 - 1998 |
| 66 | Margaret Hoelzer    | 3                    | 2                        | 0                         | 5     | 2003 - 2007 |
| 66 | Lu Bin              | 3                    | 2                        | 0                         | 5     | 1994        |
| 66 | Alexandra Walsh     | 3                    | 2                        | 0                         | 5     | 2022 - 2025 |
| 66 | Cynthia Woodhead    | 3                    | 2                        | 0                         | 5     | 1978        |
| 70 | Kylie Masse         | 3                    | 1                        | 6                         | 10    | 2017 - 2025 |
| 71 | Katharine Berkoff   | 3                    | 1                        | 3                         | 7     | 2022 - 2025 |
| 72 | Janet Evans         | 3                    | 1                        | 1                         | 5     | 1991 - 1994 |
| 72 | Nicole Haislett     | 3                    | 1                        | 1                         | 5     | 1991 - 1994 |
| 72 | Giaan Rooney        | 3                    | 1                        | 1                         | 5     | 2001 - 2005 |
| 75 | Hannelore Anke      | 3                    | 1                        | 0                         | 4     | 1973 - 1975 |
| 75 | Kornelia Gressler   | 3                    | 1                        | 0                         | 4     | 1986        |
| 75 | Linda Jezek         | 3                    | 1                        | 0                         | 4     | 1975 - 1978 |
| 75 | Birgit Meineke      | 3                    | 1                        | 0                         | 4     | 1982        |
| 79 | Inge Dekker         | 3                    | 0                        | 3                         | 6     | 2007 - 2013 |
| 80 | He Cihong           | 3                    | 0                        | 0                         | 3     | 1994        |
| 80 | Renate Vogel        | 3                    | 0                        | 0                         | 3     | 1973        |

## Sources
- (en + fr) [PDF] Podiums féminins en natation aux championnats du monde de natation, document de la Fédération internationale de natation.
- (en + fr) [PDF] Médaillées féminines en natation aux championnats du monde de natation, document de la Fédération internationale de natation.